# Idiocerus maculifrons
Idiocerus maculifrons är en insektsart som beskrevs av Henry Fairfield Osborn 1923. Idiocerus maculifrons ingår i släktet Idiocerus och familjen dvärgstritar. Inga underarter finns listade i Catalogue of Life.